# Gyrinus
Gyrinus là một chi bọ nước trong họ Gyrinidae bản địa của miền Cổ bắc (bao gồm châu Âu), Cận Đông, miền Tân bắc và Bắc Phi. Chi này được miêu tả khoa học năm 1764 bởi Müller.

## Các loài
Chi này gồm các loài:
- Gyrinus aeneiceps Sturm, 1843
- Gyrinus aeneolus LeConte, 1868

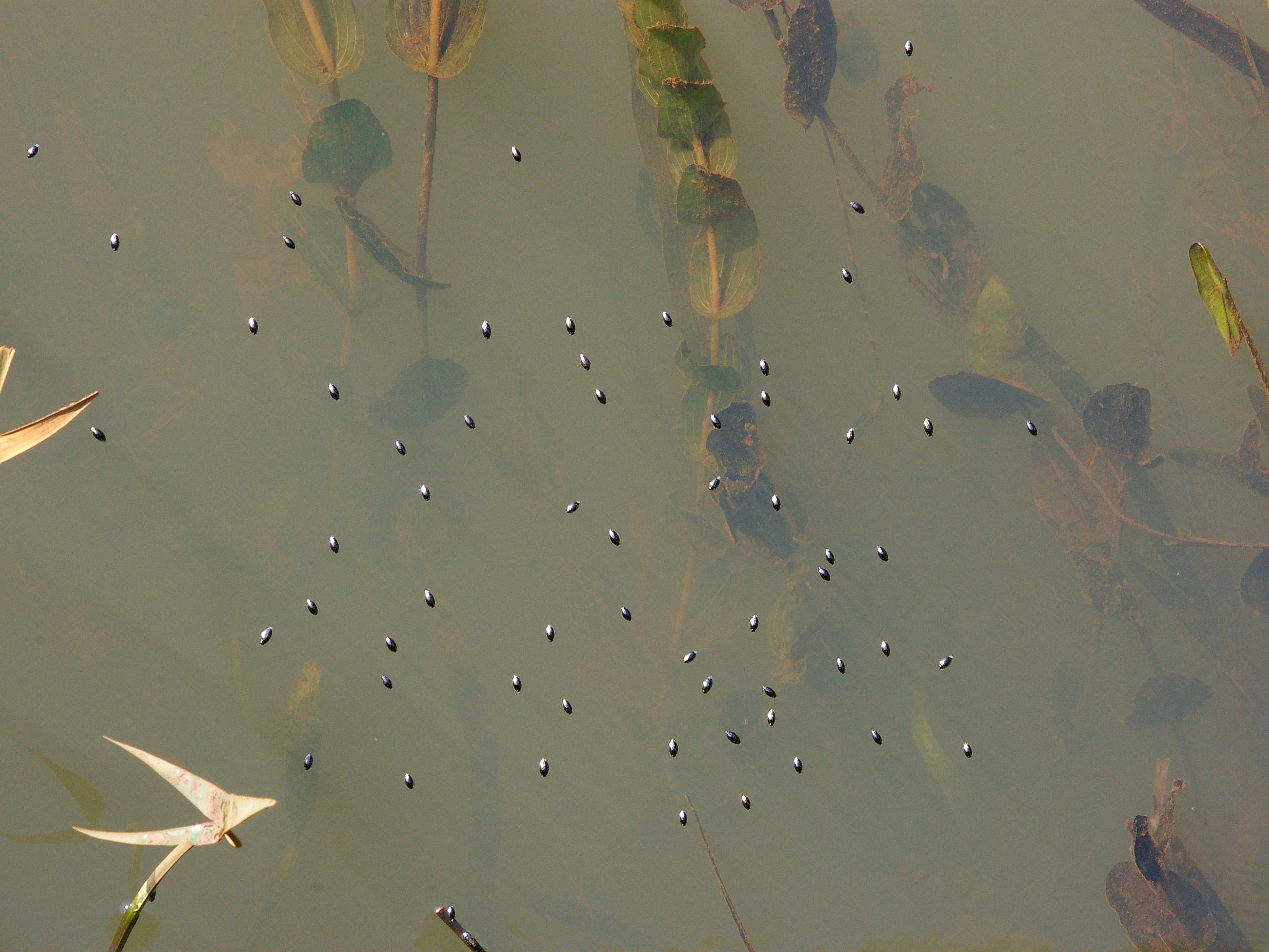
Gyrinus sp.

- Gyrinus aequatorius Régimbart, 1883
- Gyrinus aeratus Stephens, 1835 - Kaal beekschrijvertje
- Gyrinus aerosus Ochs, 1967
- Gyrinus affinis Dejean, 1821
- Gyrinus ahlwarti Ochs, 1949
- Gyrinus amazonicus Ochs, 1958
- Gyrinus americanus Melsheimer, 1806
- Gyrinus analis Say, 1823
- Gyrinus aquiris LeConte, 1868
- Gyrinus aquisextanea Nel, 1989
- Gyrinus arctus Dejean, 1833
- Gyrinus argentinus Steinheil, 1869
- Gyrinus aubei LeConte, 1863
- Gyrinus austriacus Dejean, 1821
- Gyrinus baeri Régimbart, 1907
- Gyrinus bicolor Fabricius, 1787
- Gyrinus bifarius Fall, 1922
- Gyrinus bolivianus Ochs, 1954
- Gyrinus borealis Dejean, 1833
- Gyrinus borealis Melsheimer, 1806
- Gyrinus brinki Ali & Jasim, 1989
- Gyrinus caledonicus Régimbart, 1883
- Gyrinus caspius Ménétries, 1832 - Kustschrijvertje
- Gyrinus ceylonicus Régimbart, 1883
- Gyrinus chalybaeus Perty, 1830
- Gyrinus chalybeus Sturm, 1843
- Gyrinus circumnans LeConte, 1850
- Gyrinus colasi Mouchamps, 1957
- Gyrinus colombicus Régimbart, 1883
- Gyrinus columbinus Dejean, 1833
- Gyrinus colymbus Erichson, 1837
- Gyrinus compressus Sturm, 1826
- Gyrinus confinis LeConte, 1868
- Gyrinus consobrinus LeConte, 1852
- Gyrinus continuus Régimbart, 1907
- Gyrinus convexiusculus Macleay, 1871
- Gyrinus costaricensis Ochs, 1935
- Gyrinus crassus Aubé, 1838
- Gyrinus curtus Motschulsky, 1866
- Gyrinus cylindricus Dahl, 1823
- Gyrinus dampfi Ochs, 1949
- Gyrinus deceptorius Ochs, 1949
- Gyrinus dejeani Brullé, 1832
- Gyrinus dentipennis Macleay, 1825
- Gyrinus dichrous LeConte, 1868
- Gyrinus dicrus Melsheimer, 1806
- Gyrinus dimorphus Régimbart, 1884
- Gyrinus distinctus Aubé, 1838
- Gyrinus duplicatus LeConte, 1850
- Gyrinus elevatus LeConte, 1868
- Gyrinus ellipticus Dejean, 1833
- Gyrinus elongatus Marsham, 1802
- Gyrinus emarginatus Dejean, 1821
- Gyrinus exstriatus Say, 1837
- Gyrinus feminalis Mouchamps, 1957
- Gyrinus finitimus Mouchamps, 1957
- Gyrinus fittkaui Ochs, 1963
- Gyrinus fraternus Couper, 1865
- Gyrinus galapagoensis Dyke, 1953
- Gyrinus gayi Solier, 1849
- Gyrinus gestroi Régimbart, 1883
- Gyrinus gibbulus Dejean, 1833
- Gyrinus gibbus Aubé, 1838
- Gyrinus grandis Sturm, 1817
- Gyrinus guianus Ochs, 1935
- Gyrinus gulosus Dahl, 1823
- Gyrinus haasi Ochs, 1933
- Gyrinus ignitus Régimbart, 1895
- Gyrinus impatiens Aubé, 1838
- Gyrinus impressicollis Kirby, 1837
- Gyrinus japonicus Sharp, 1873
- Gyrinus laevicollis Ochs, 1949
- Gyrinus laevigatus Dejean, 1821
- Gyrinus lateralis Dejean, 1833
- Gyrinus latilimbus Fall, 1922
- Gyrinus leathesii Curtis, 1839
- Gyrinus lecontei Fall, 1922
- Gyrinus libanus Aubé, 1838
- Gyrinus limbatus Say, 1823
- Gyrinus lineatus Dejean, 1821
- Gyrinus longimanus Melsheimer, 1806
- Gyrinus longiusculus LeConte, 1850
- Gyrinus longulus Ochs, 1967
- Gyrinus luctuosus Régimbart, 1883
- Gyrinus luederwaldti Zimmermann, 1923
- Gyrinus maculiventris LeConte, 1868
- Gyrinus madagascariensis Aubé, 1838
- Gyrinus marginatus Dejean, 1833
- Gyrinus marginellus Fall, 1922
- Gyrinus marinus Gyllenhal, 1808 - Plasschrijvertje
- Gyrinus merganser Gemminger & Harold, 1868
- Gyrinus mergus Say, 1837
- Gyrinus microtuberculatus Hatch, 1951
- Gyrinus minutus Fabricius, 1798 - Dwergschrijvertje
- Gyrinus mithrae Zaitzev, 1908
- Gyrinus modestus Dejean, 1833
- Gyrinus monrosi Mouchamps, 1957
- Gyrinus natalensis Régimbart, 1892
- Gyrinus natator (Linnaeus, 1758) - Schrijvertje
- Gyrinus neptunus Melsheimer, 1806
- Gyrinus nigellus Ochs, 1954
- Gyrinus niponensis Brinck, 1941
- Gyrinus nitidulus Dahl, 1823
- Gyrinus nitidus Dahl, 1823
- Gyrinus obliquus Walker, 1858
- Gyrinus oblongus Dejean, 1833
- Gyrinus obtusus Say, 1830
- Gyrinus oceanicus Régimbart, 1883
- Gyrinus olivaceus (Dejean, 1833)
- Gyrinus opacus Sahlberg, 1819
- Gyrinus opalinus Régimbart, 1883
- Gyrinus orientalis Régimbart, 1883
- Gyrinus ovatus Aubé, 1838
- Gyrinus ovatus Klug, 1829
- Gyrinus pachysomus Fall, 1922
- Gyrinus parcus Say, 1830
- Gyrinus parvulus Dejean, 1833
- Gyrinus patruelis LeConte, 1850
- Gyrinus paykulli Ochs, 1927 - Groot schrijvertje
- Gyrinus pectoralis Villa & Villa, 1833
- Gyrinus pernitidus LeConte, 1868
- Gyrinus peruvianus Régimbart, 1907
- Gyrinus piceolus Blatchley, 1910
- Gyrinus picipes Dejean, 1833
- Gyrinus pleuralis Fall, 1922
- Gyrinus plicifer LeConte, 1852
- Gyrinus politus Sturm, 1826
- Gyrinus praemarinus Lomnicki, 1894
- Gyrinus praemorsus Sturm, 1826
- Gyrinus priscus Lesne, 1927
- Gyrinus propinquus Ochs, 1954
- Gyrinus pugionis Fall, 1922
- Gyrinus pulcher Sturm, 1826
- Gyrinus pullatus Zaitzev, 1908
- Gyrinus punctipennis Régimbart, 1907
- Gyrinus pygolampis Modeer, 1776
- Gyrinus racenisi Ochs, 1953
- Gyrinus regimbarti Peyerimhoff, 1931
- Gyrinus reitteri Ochs, 1942
- Gyrinus revolvens LeConte, 1850
- Gyrinus rockinghamensis LeConte, 1868
- Gyrinus rozei Ochs, 1953
- Gyrinus rugifer Régimbart, 1883
- Gyrinus rugosus Oygur & Wolfe, 1991
- Gyrinus ryukyuensis Satô, 1971
- Gyrinus sachalinensis Kamiya, 1936
- Gyrinus sayi Aubé, 1836
- Gyrinus schaumii White, 1847
- Gyrinus schneideri Ochs, 1956
- Gyrinus schoenfelderi Ochs, 1954
- Gyrinus schoutedeni Ochs, 1928
- Gyrinus sculpturatus Mjöberg, 1905
- Gyrinus sericeolimbatus Régimbart, 1883
- Gyrinus siolii Ochs, 1958
- Gyrinus smaragdinus Régimbart, 1891
- Gyrinus splendens Ochs, 1949
- Gyrinus splendidus Dejean, 1821
- Gyrinus stagnalis Dahl, 1823
- Gyrinus suaveolens Melsheimer, 1806
- Gyrinus subcostulatus Moroni, 1977
- Gyrinus subductus Ochs, 1967
- Gyrinus substriatus Sturm, 1826 - Slootschrijvertje
- Gyrinus suffriani Scriba, 1855
- Gyrinus superciliaris Régimbart, 1892
- Gyrinus suspiciosus Ochs, 1930
- Gyrinus szechuanensis Ochs, 1929
- Gyrinus tauricus Dejean, 1833
- Gyrinus tenuistriatus Régimbart, 1883
- Gyrinus thurtarus Ali & Jasim, 1989
- Gyrinus toxopeusi Ochs, 1955
- Gyrinus tsingtaoriensis Cheo, 1934
- Gyrinus turbinator Sharp, 1882
- Gyrinus unidentatus Dejean, 1821
- Gyrinus urinator Illiger, 1807
- Gyrinus velox Dahl, 1823
- Gyrinus venezolensis Ochs, 1953
- Gyrinus ventralis Kirby, 1837
- Gyrinus vernalis Motschulsky, 1859
- Gyrinus vicinus Dejean, 1833
- Gyrinus vindilicus Lesne, 1927
- Gyrinus violaceus Régimbart, 1883
- Gyrinus vollmari Gistel, 1834
- Gyrinus wallisi Fall, 1922
- Gyrinus woodruffi Fall, 1922
- Gyrinus zimmermanni Franck, 1932